# Sonu Shamdasani
Sonu Shamdasani (Singapur, 1962) es un autor, editor y profesor de la University College de Londres.
Editor general y cofundador de Philemon Foundation, Shamdasani es profesor de historia de Jung en la School of European Languages, Culture and Society de la citada universidad, y vicedecano de la Arts and Humanities Faculty. Es codirector del UCL Health Humanities Centre.
Historiador de la psicología y la psiquiatría, su investigación sigue dos líneas que se entrecruzan: reconstruir la formación de disciplinas y terapias psicológicas modernas desde mediados del siglo XIX en adelante, y reconstruir la formación de la obra de Jung basada en materiales de archivo primarios.

## Formación académica
Obtuvo su BA en la Universidad de Brístol en 1984, seguido de un MSc en Historia de la ciencia y la medicina en la University College de Londres/Imperial College London. Posteriormente fue galardonado con un Ph.D. en Historia de la medicina en el Wellcome Institute for the History of Medicine de la University College de Londres, llegando a ser profesor del instituto.

## Obra
Sus trabajos se centran en el médico psiquiatra, psicólogo y ensayista suizo Carl Gustav Jung (1875-1961) y cubren la historia de la psiquiatría y de la psicología desde mediados del siglo XIX hasta la actualidad.
En 2003 fundó la Philemon Foundation, junto con Stephen Martin, donde sigue siendo editor general. En 2009 editó el tan esperado Libro rojo escrito por Jung aproximadamente entre 1914 y 1930. Aunque bien conocido por su título, hasta dicho año sus contenidos habían permanecido ocultos al público y a los psicoterapeutas en ejercicio.

### Listado de obras

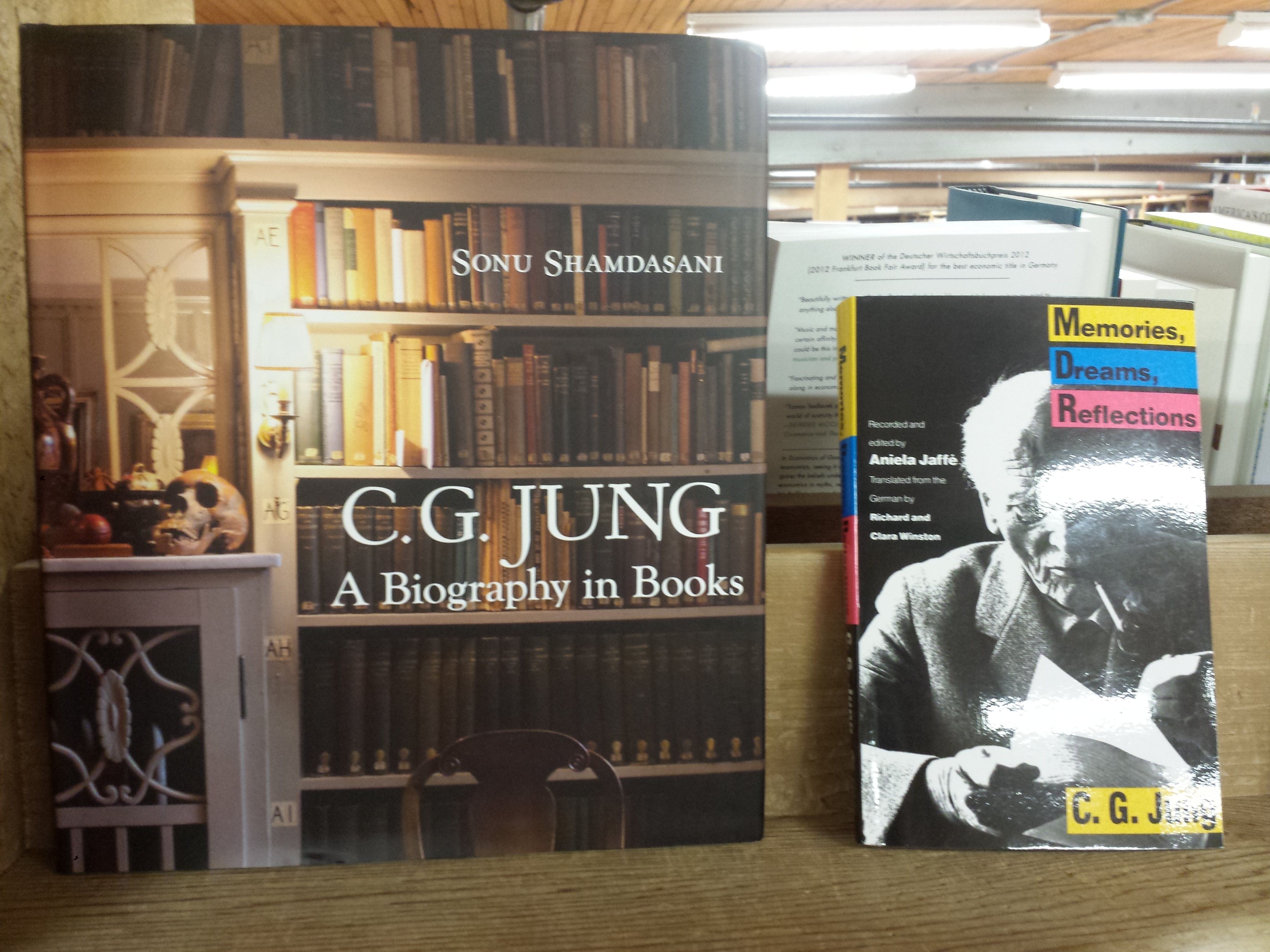
Biografías de Jung. A la izquierda C. G. Jung: A Biography in Books de Shamdasani, a la derecha edición inglesa de Recuerdos, sueños, pensamientos.

Autor
- Cult Fictions: C. G. Jung and the Founding of Analytical Psychology (Londres: Routledge, 1998).
- Jung and the Making of Modern Psychology: The Dream of a Science (Cambridge: Cambridge University Press, 2003; Jung y la creación de la psicología moderna, Vilaür: Ediciones Atalanta, 2018).[8][9][10][11][12][13][14][15][16]
- Jung Stripped Bare: By His Biographers, Even (Londres: Karnac Books, 2004).
- C. G. Jung: A Biography in Books (Nueva York: W. W. Norton, 2012).

Coautor
- Con Mikkel Borch-Jacobsen, Le Dossier Freud. Enquête sur l'histoire de la psychoanalyse (París: Les empêcheurs de penser en rond/Le Seuil, 2006).
- Con Mikkel Borch-Jacobsen, The Freud Files: An Inquiry into the History of Psychoanalysis (Cambridge: Cambridge University Press, 2012).
- Con James Hillman, Lament of the Dead: Psychology After Jung's Red Book (Nueva York: W. W. Norton, 2013).

Editor
- Théodore Flournoy, From India to the Planet Mars: A Case of Multiple Personality with Imaginary Languages (Nueva Jersey: Princeton University Press, 1994).
- Con Michael Münchow, Speculations after Freud: Philosophy, Psychoanalysis and Culture (Londres: Routledge, 1994).
- Michael Fordham, Analyst-Patient Interaction: Collected Papers on Technique (Londres: Routledge, 1996).
- C. G. Jung, The Psychology of Kundalini Yoga: Notes of the Seminar Given in 1932 by C. G. Jung (Princeton Nueva Jersey/Londres: Princeton University Press/Routledge, Bollingen Series, 1996; La psicología del yoga kundalini, Madrid: Editorial Trotta, 2015).
- C. G. Jung, The Red Book, traducido por Mark Kyburz, John Peck y Sonu Shamdasani (Nueva York: W. W. Norton, Philemon Series, 2009; El Libro rojo, Buenos Aires: Editorial El hilo de Ariadna, 2010).
- C. G. Jung, Jung Contra Freud: The 1912 New York lectures on the theory of psychoanalysis, introducción de Sonu Shamdasani (Princeton, Nueva Jersey: Princeton University Press, Philemon Series, 2011).
- C. G. Jung, Introduction to Jungian Psychology: Notes on the Seminar in Analytical Psychology Given by Jung in 1925, edición revisada con anotaciones adicionales, información del Libro rojo e introducción de Sonu Shamdasani (Princeton, Nueva Jersey: Princeton University Press, Philemon Series, 2011; Introducción a la psicología analítica, Madrid: Editorial Trotta, 2017).
- C. G. Jung, Lectures Delivered at ETH Zurich: Volume 1. History of Modern Psychology (Princeton, Nueva Jersey: Princeton University Press, Philemon Series, 2018).[17][18]
- C. G. Jung, The Black Books, traducido por Martin Liebscher, John Peck y Sonu Shamdasani (Nueva York: W. W. Norton, Philemon Series, 2020; Los Libros negros, Buenos Aires: Editorial El hilo de Ariadna, 2022).[19][20][21]

## Edición en español
Autor
- Shamdasani, Sonu (2018). Jung y la creación de la psicología moderna. Colección Memoria mundi 124. Traducción Fernando Borrajo, correcciones Enrique Galán Santamaría, cartoné, 660 páginas. Vilaür: Ediciones Atalanta. ISBN 978-84-949054-0-7.

Editor
- Carl Gustav Jung (2024).  Sonu Shamdasani, ed. Los libros negros. 1913-1932. Cuadernos de transformación. Edición facsímil de siete volúmenes en cartoné, 1.832 páginas. Traducción Laura S. Carugati, Romina Scheuschner y Gastón R. Rossi. Colección Catena Aurea. Editorial El hilo de Ariadna: Malba & Fundación Costantini. ISBN 978-84-19741-00-4.
- – (2017).  Sonu Shamdasani, ed. Introducción a la psicología analítica. Colección Estructuras y Procesos. Psicología Cognitiva. Traducción Francisco Campillo Ruiz, rústica, 256 páginas. Madrid: Editorial Trotta. ISBN 978-84-9879-687-2.
- – (2015).  Sonu Shamdasani, ed. La psicología del yoga kundalini. Colección Estructuras y procesos. Psicología cognitiva. Traducción Manuel Abella Martínez, rústica, 192 páginas. Madrid: Editorial Trotta. ISBN 978-84-9879-588-2.
- – (2010).  Sonu Shamdasani, ed. El Libro rojo. Colección Catena Aurea (Segunda edición). Editorial El hilo de Ariadna: Malba & Fundación Costantini. ISBN 9789872354619.